# Jean Giraudeau (chanteur)
Pour les articles homonymes, voir Giraudeau et Jean Giraudeau.
Jean Giraudeau est un artiste lyrique (ténor), chef d'orchestre et directeur de théâtre français, né le 1er juillet 1916 à Toulon et mort dans cette ville le 7 février 1995.
Membre de la troupe de l'Opéra de Paris (RTLN), il a dirigé l'Opéra-Comique de 1968 à 1971.

## Biographie
Après une licence en droit, il se tourne vers la musique et obtient des premiers prix en chant (classes d'Amadéo de Sabata et Renée Sabran), opéra et violoncelle en 1941. Il commence sa carrière de chanteur à l'Opéra de Montpellier en 1942 dans Mignon d'Ambroise Thomas (rôle de Wilhelm Meister). Il participe à la création de Martine d'Henri Rabaud à l'Opéra de Strasbourg avant d'entrer dans la troupe de l'Opéra de Paris.
Il fait ses débuts sur la scène de l'Opéra-Comique le 23 juillet 1947 dans  Les Pêcheurs de perles (Nadir). Il y crée plusieurs ouvrages dont Il était un petit navire de Germaine Tailleferre (Valentin), Marion ou la Belle au tricorne de Pierre Wissmer (Fabrice) et  Madame Bovary d'Emmanuel Bondeville (Charles Bovary) pour la seule année 1951.
Il aborde aussi  le grand répertoire avec Marc-Antoine Charpentier pour la musique baroque,  Blaise le savetier de Philidor (Blaise), Ariane à Naxos (Bacchus), Lakmé (Gérald), Le Barbier de Séville (Almaviva), Così fan tutte (Ferrando), Les Indes galantes, Manon (Des Grieux), Madame Butterfly (Pinkerton) -  que les rôles bouffes : Les Mamelles de Tirésias (le Mari), L'Heure espagnole (Gonzalve/Torquemada). Sur la scène de l'Opéra Garnier, il incarne entre autres Tamino dans La Flûte enchantée.
Il est nommé « préfet du chant » par Georges Auric en 1964 avant de prendre la direction de la salle Favart de 1968 à 1971.
Il a été professeur de mise en scène à l'École normale de musique de Paris jusqu'en 1984. Il est enterré au cimetière central de Toulon.

## Carrière
1968 : Le Prisonnier, opéra de Luigi Dalapiccola, Xavier Depraz, Le prisonnier, Jean Giraudeau, le geôlier, créé à l'Opéra de Paris sous la direction Manuel Rosenthal

## Discographie
- Marc-Antoine Charpentier : 
  - Le Reniement de Saint Pierre H.424, Michel Sénéchal, Jean Giraudeau, Françoise Petit, clavecin, Henriette Roget, orgue, Chorale des Jeunesses Musicales de France, dir. Louis Martini. LP Pathé 1958
  - De profundis H.189, Nicolas Bernier, Confitebor Tibi Domine : Martha Angelici, Jean Archimbaud (d), Jeannine Collard, Yvonne Melchior (a), Jean Giraudeau, Pierre Giannotti (t), Louis Noguera (b), Henriette Puig-Roget (orgue), Orchestre et Chorale des Jeunesses Musicales de France, Louis Martini, LP Pathé 1955.
  - Miserere des Jésuites H.193, Charles-Hubert Gervais, Exaudiat Te : Martha Angelici, Andrée Esposito (d), Jeannine Collard, Solange Michel (a), Jean Giraudeau (t), Louis Noguera (b), Chorale des Jeunesses Musicales de France, Orchestre des Concerts Pasdeloup, Henriette Roget (orgue), Louis Martini, LP Pathé 1956. report CD EMI classics 2006 (uniquement le Miserere).

- Hector Berlioz :
  - L'Enfance du Christ, op. 25 (solos), Hélène Bouvier, Jean Giraudeau, Michel Roux, Louis Noguéra, Chœurs Raymond Saint-Paul, Orchestre de la Société des Concerts du Conservatoire, dir. André Cluytens (Pathé) [enregistré en juin 1951]. Réédité en CD par Parlophone (Erato-Warner) en 2017 dans le coffret « André Cluytens : the complete orchestral & concerto recordings », puis par Cascavelle en 2019 dans le coffret « Hector Berlioz : enregistrements inoubliables ». Disponible sur YouTube.
  - Requiem, Chœur de la RTF, Orchestre du Théâtre National de l’Opéra, Jean Giraudeau, ténor, dir. Hermann Scherchen.  2 LP Westminster 1958. Report CD Cascavelle 2019
  - Les Troyens, Jean Giraudeau (Énée), Arda Mandikian (Didon), Jeannine Collard, Xavier Depraz, (Narbal), Ensemble vocal de Paris, dir. André Jouve, Orchestre de la Société des Concerts du Conservatoire, dir. Herman Scherchen(extraits). 2 CD Tahra (1952 report Emi 1995 et 2006).

- Emmanuel Bondeville : L'École des maris  - Decca
- Hervé : Le Retour d'Ulysse (Ulysse) - Gaieté Lyrique 20221-2
  - Trombolino (Cantarini) - Gaieté Lyrique 20221-2
- André Jolivet : Suite liturgique - Véga
- Franz Lehár: Paganini (rôle-titre) - Accord 4728682
- Jules Massenet: Thaïs (Nicias) - Urania
- Darius Milhaud : Le Pauvre Matelot (rôle-titre) - Disques Véga
  - Christophe Colomb (le majordome) - TCE 8750
- Wolfgang Amadeus Mozart : Kyrie en fa majeur, KV33  - Pathé
- Jacques Offenbach : La Belle Hélène (Ménélas) - Philips
  - Geneviève de Brabant (Sifroy) - INA Memoire Vive 080
- Francis Poulenc: Les Mamelles de Tirésias (le mari) - Columbia
- Maurice Ravel: L'Heure espagnole (Gonzalve) André Cluytens  - VSM, 1953 ; (Torquemada) Lorin Maazel  - DG, 1965
- Nikolaï Rimski-Korsakov : Snegurochka (Tsar Berendey) - Ponto
- Igor Stravinsky : Renard - Adès
  - Le Rossignol (le pêcheur) - Columbia
- Chants de Noël à Notre-Dame de Paris  - Concert Hall BM 2171[2]